# Polyscias richardsiae
Polyscias richardsiae là một loài thực vật có hoa trong Họ Cuồng cuồng. Loài này được Bamps miêu tả khoa học đầu tiên năm 1977.